# Cristoforo Genna
Cristoforo Genna (Trapani, 1936 – Trapani, 10 febbraio 2011) è stato un magistrato e politico italiano.

## Biografia
Laureato in giurisprudenza, entra in magistratura. 
Alla fine degli anni '60 è nominato Procuratore della Repubblica presso il tribunale di Trapani.
Nel 1973 il CSM lo nomina Presidente del tribunale di Trapani e con lui lavorò Giovanni Falcone che si occupava di fallimentare. La moglie di Falcone, Rita Bonnici, lo lasciò per Genna, con il quale poi si sposò, e per questo il magistrato chiese il trasferimento a Palermo. 
Coinvolto, nel 1984, nell'azione disciplinare del Consiglio superiore della magistratura sul giudice Antonio Costa, chiede e ottiene il trasferimento in Cassazione. Poi va alla Commissione tributaria regionale a Palermo, di cui diviene presidente fino al collocamento in quiescenza.
Nel 2000 viene nominato dal sindaco di Trapani Nino Laudicina assessore e vicesindaco, su indicazione di Alleanza Nazionale, ma si dimise pochi mesi dopo, nel gennaio 2001.,sostituito sempre in quota An, da Marisa La Torre, vedova del giudice Giangiacomo Ciaccio Montalto.